# 八ツ尾八幡社
八ツ尾八幡社（やつおはちまんしゃ）は、愛知県名古屋市緑区八つ松にある神社。

## 概要
八ツ尾八幡社は神社は「八幡社」で、御神体は「蔵王権現」であるといわれている。「蔵王堂」、「蔵王神社」、「八ツ尾神社」とも呼ばれていた。

## 祭神
- 蔵王権現
- 八幡神

元々江戸時代蔵王堂として蔵王権現が祀ってあった所に、明治時代に八幡社を勧請した。

## 由緒

### 役行堂
創祀は宝暦七年（1758年）に役行堂（えんのぎやうじやだう）を開眼したと『千代倉家日記抄』の宝暦七年（1758年）十一月晦日条にある。
八幡社本殿には一組の古い花崗岩の平石がある。一つは八幡社と秋葉社の間にあり、表に五穀成就、裏に十一月七日の文字が刻まれている。もう一方は八幡社と山の神の間にあり、表に鳴海講中、裏に宝暦七丁丑（1757年）と文字が刻まれている。これらは鳴海村の大地主で、八ツ松の山の地主でもあった下郷家（千代倉）が八ツ松に役行堂を祀った時に鳴海八幡宮から移された当初のもので、昭和48年（1973年）頃まで秋葉社の台石になっていたものである。これらは江戸時代に流行した民間信仰「日待ち、月待ち、庚申待ち」の講に使用されていたものである。安永8年（1779年）の『八月十五日鳴海祭礼図』の鳴海八幡宮御旅所境内に「えんの行者堂」が記されており、鳴海八幡宮とは深いつながりがある。

### 蔵王堂
明和4年（1767年）に扇川流域で洪水が発生し、諸ノ木からイチイガシの大木が八ツ松の田まで流れ着いた。その大木を村民が拾い上げ、明和6年（1769年）の冬から細根山寂照庵の義泰和尚と弟子が翌年の春までかけて蔵王権現像を彫り、明和7年（1770年）2月7日に蔵王権現が鎮座する。
以降八ツ松の役行堂は蔵王堂と呼ばれる。当初は現在の参道北に堂があったが、その後中腹に移した。蔵王権現は旅の守護神でもあるため、鎌倉海道を往来する旅人が立ち寄った。

### 八幡社
創祀は文久2年（1862年）、緑区の尾崎山に山神社を祀ったと社札に記されている。明治27年（1894年）に尾崎山での土地整理の都合から山神社を移すことになり、八幡社を主神として八ツ松、尾崎山、大清水、敷田の氏神とし、蔵王堂があった現在の地に移された。明治初期の廃仏毀釈の影響で修験道が衰微したため、蔵王権現を御神体として八幡神を奉戴したとも考えられている。八ツ尾とは八ツ松と尾崎山（尾崎ケ根）の頭文字をとった通称である。八ツ尾八幡社と呼ばれ始めたのは近年であり、昭和前期までは主に蔵王堂や蔵王神社などと呼ばれていた。
祭礼の日はかつて10月中旬の一定日だったが、戦後からは10月の第2日曜日になっている。

### 沿革
- 宝暦七年（1757年）12月2日 - 下郷家（千代倉）が役行堂を開眼する[3][4]。
- 明和7年（1770年）2月7日 - 蔵王権現が鎮座する[8]。
- 文久2年（1862年） - 尾崎山（尾崎ケ根）に山神社を祀る。[12][14]
- 明治27年（1894年） - 尾崎山での土地整理の都合から、蔵王堂のある八ツ松の現在の地へ山神社を移す。そこで主神を八幡神とし、八ツ松、尾崎山、大清水、敷田の氏神とした[12][5][1]。
- 明治34年（1901年）8月 - 御手洗清水石奉納
- 昭和10年（1935年）6月 - 常夜灯建立
- 昭和15年（1940年） - 紀元二千六百年記念に参道上部石段造営[1]。
- 昭和34年（1959年）9月 - 蔵王堂脇に旗ポール設置
- 昭和34年（1959年）10月 - 日露戦争・大東亜戦争慰霊碑建立
- 昭和39年（1964年）12月 - 鳥居建立
- 昭和48年（1973年）4月 - 社殿建て替え[1]
- 平成13年（2001年）9月 - 八幡社脇に旗ポール設置
- 平成13年（2001年）12月 - 八幡社脇に照明塔設置
- 平成14年（2002年）4月 - 八ツ尾八幡社の拝殿が造営される[16]。拝殿前に賽銭箱、参道入口に旗ポール、境内各所に照明が設置される。
- 平成19年（2007年）3月 - クスノキが境内に献木される。
- 平成30年（2018年）10月 - 社務所の児童館どろんこわらばぁ〜が名古屋市地域子育て支援拠点になる[17]。

## 摂末社
- 山神社
  - 祭神：大山津見神（山の神）
- 秋葉社
  - 祭神：秋葉権現[5]

## 境内
現在の八幡社本殿は昭和48年（1973年）4月）に建て替えられたもので、平成14年（2002年）4月に拝殿が造営されている。
境内には蔵王堂（蔵王権現本殿）のほか、日露・太平洋戦争の慰霊碑がある。また、参道上部の石段は紀元二千六百年を記念して造営されたものである。

### 境内林
境内には参道沿いにアカマツやコナラ、クス、ヤマモモ、シイ、カシ、サクラ、ツバキ、イトスギ、ササからなる雑木林がある。特にシイカシ類を中心とした常緑樹が多くみられる。かつて社殿の背後には鎮守の森があったが、区画整理が行われた際に伐採され、現在は住宅街になっている。

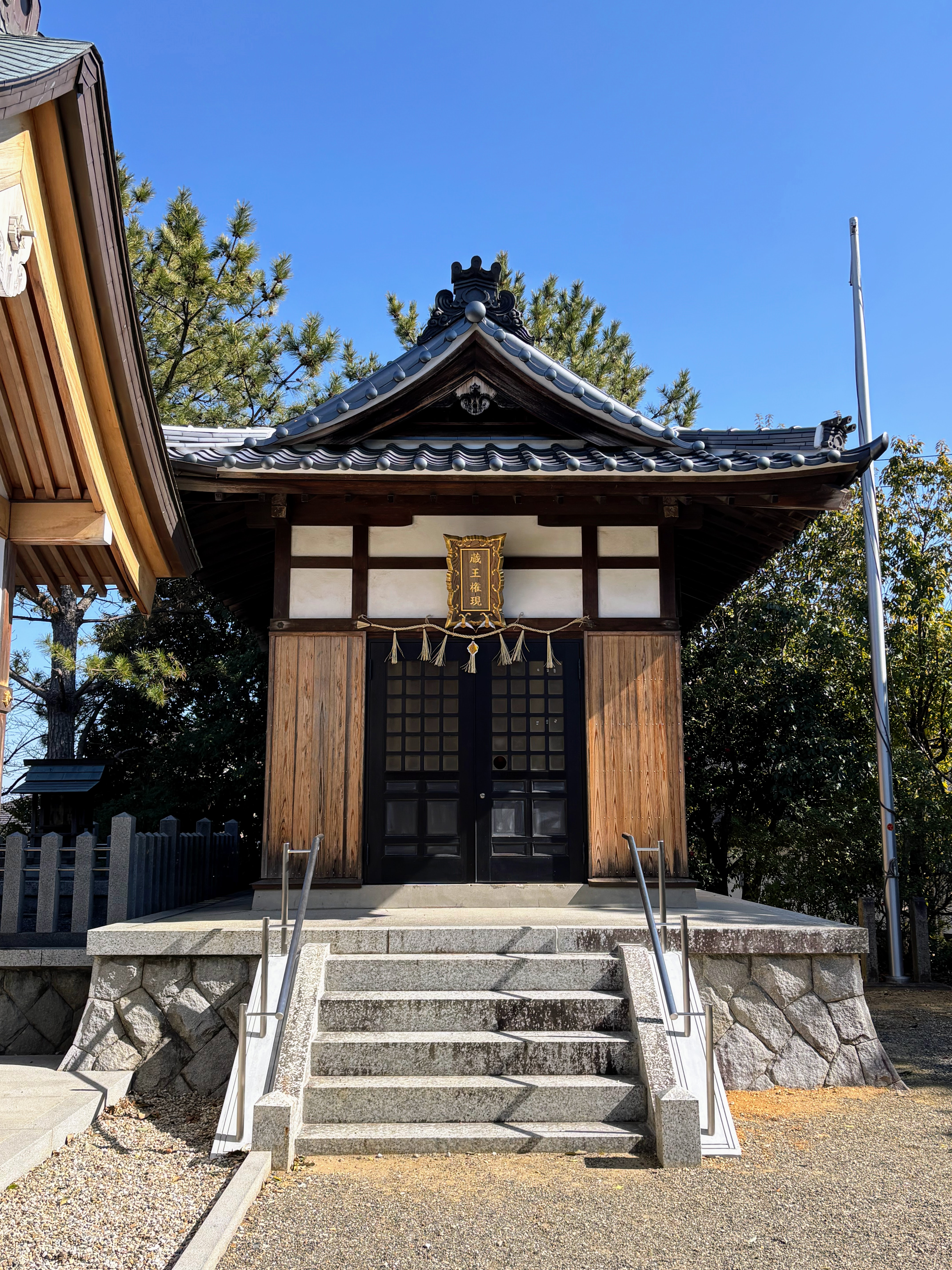
蔵王権現本殿[6]。元は蔵王堂のみがあった。
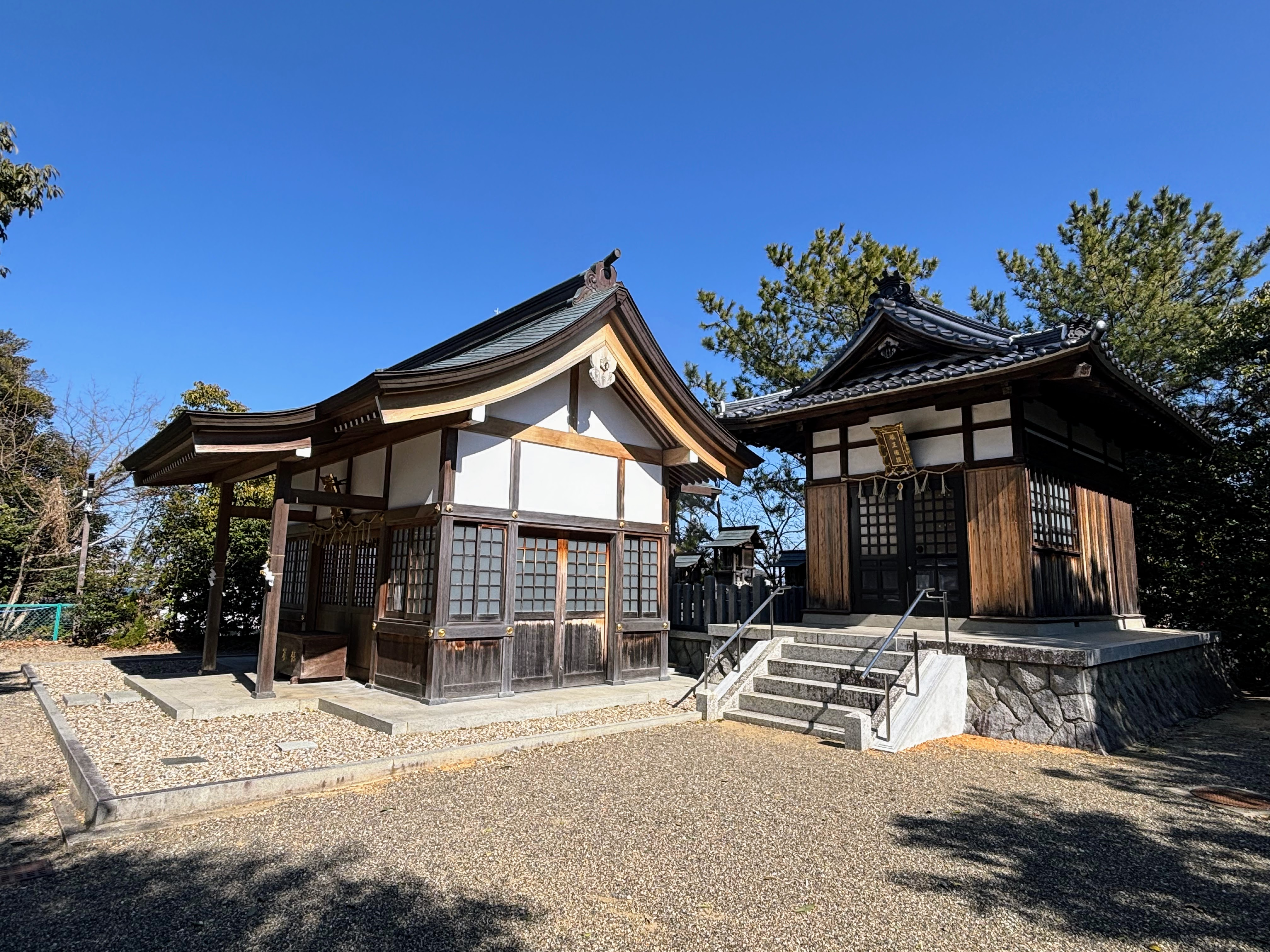
境内：左は八ツ尾八幡社拝殿、右は蔵王権現本殿
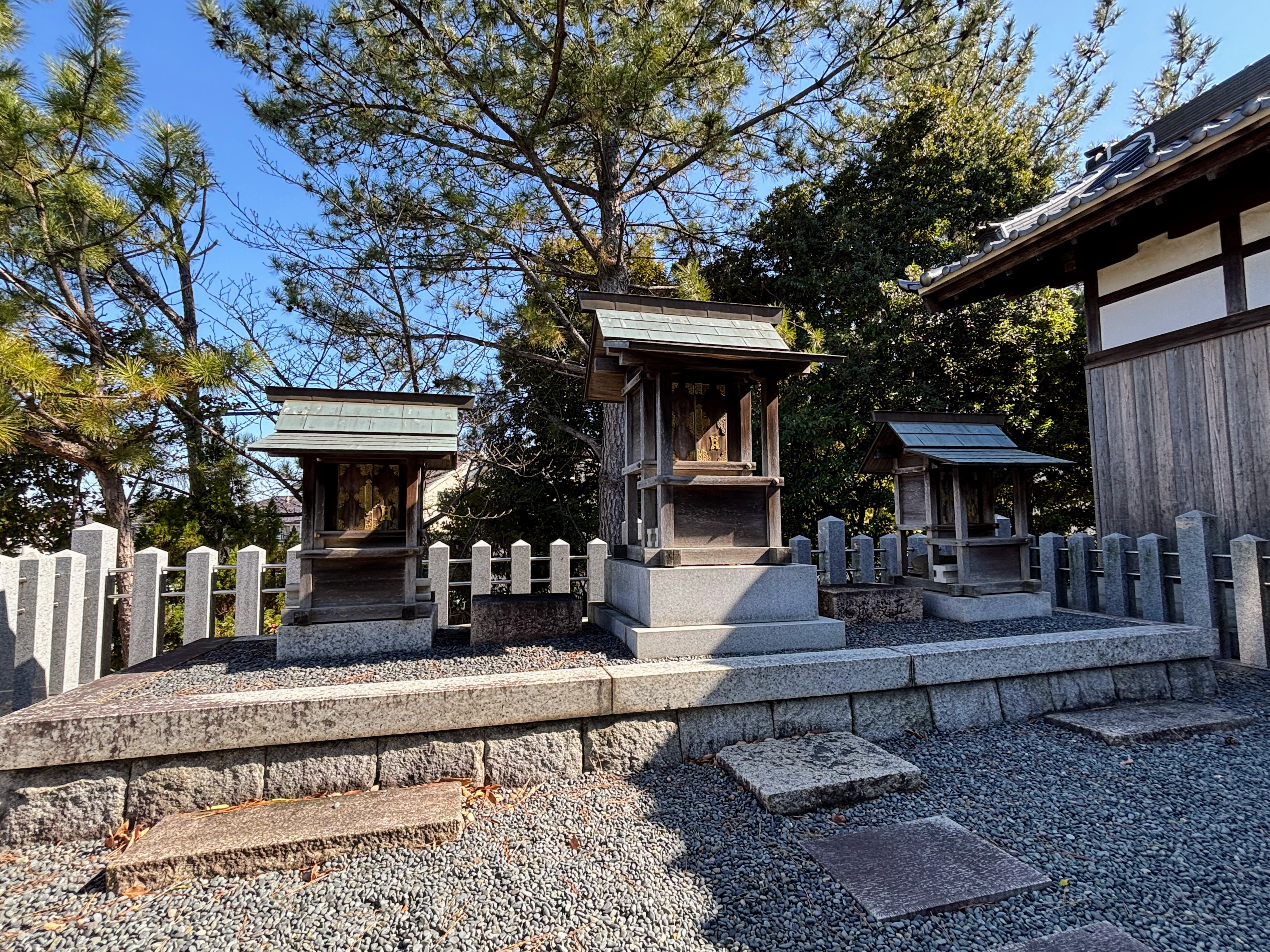
八ツ尾八幡社本殿：左から山の神、八幡神、秋葉権現
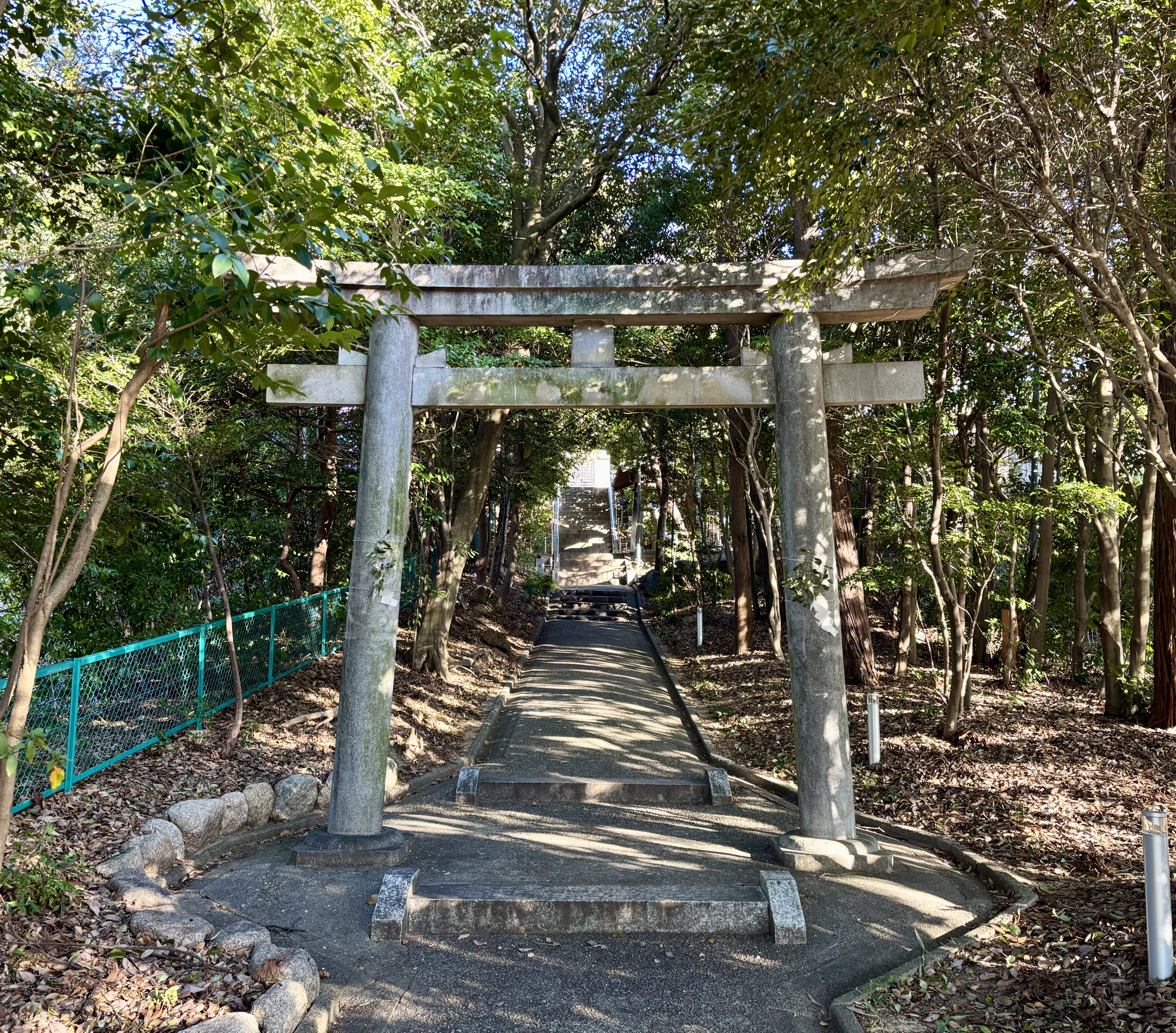
鳥居
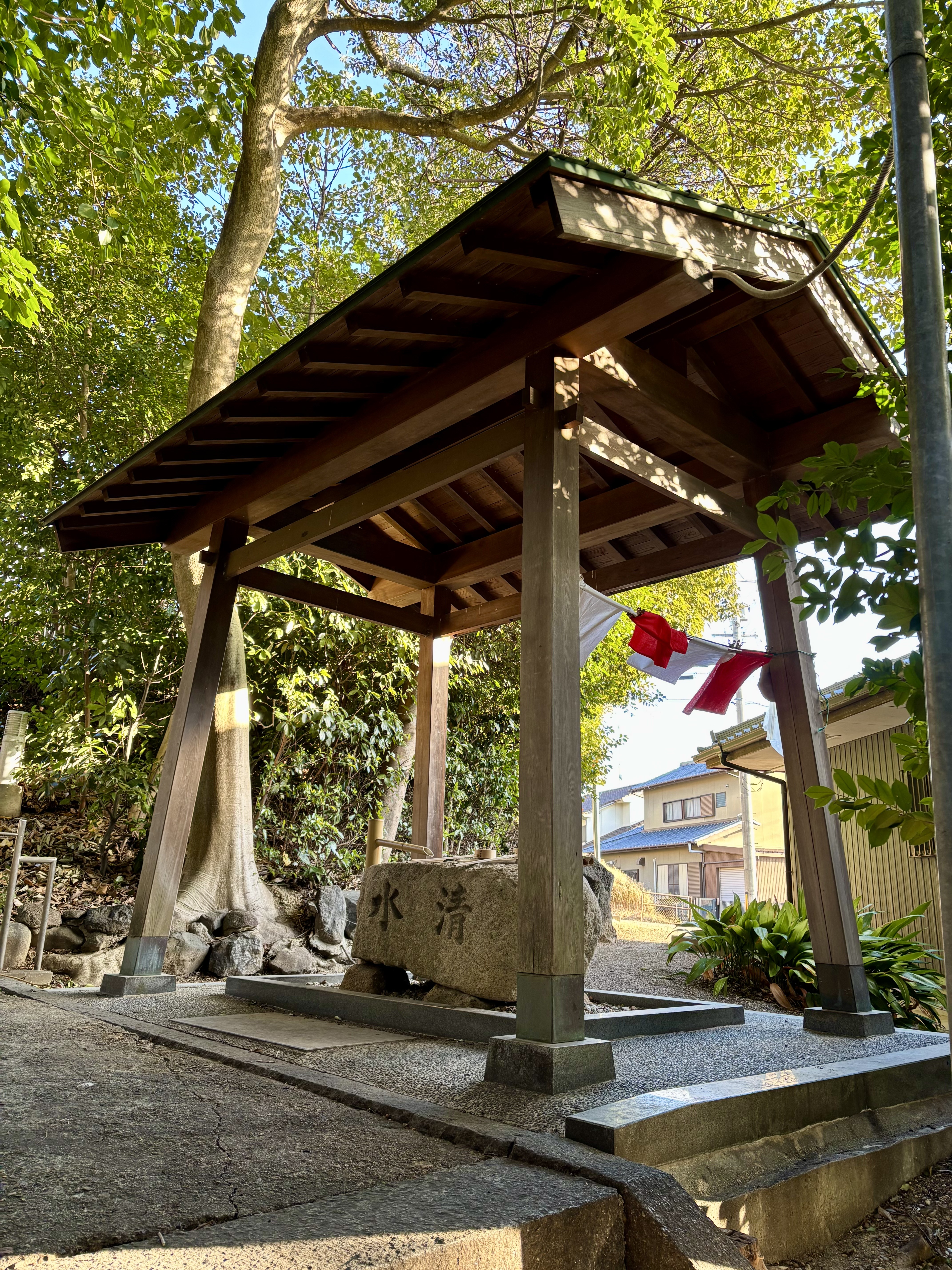
手水舎
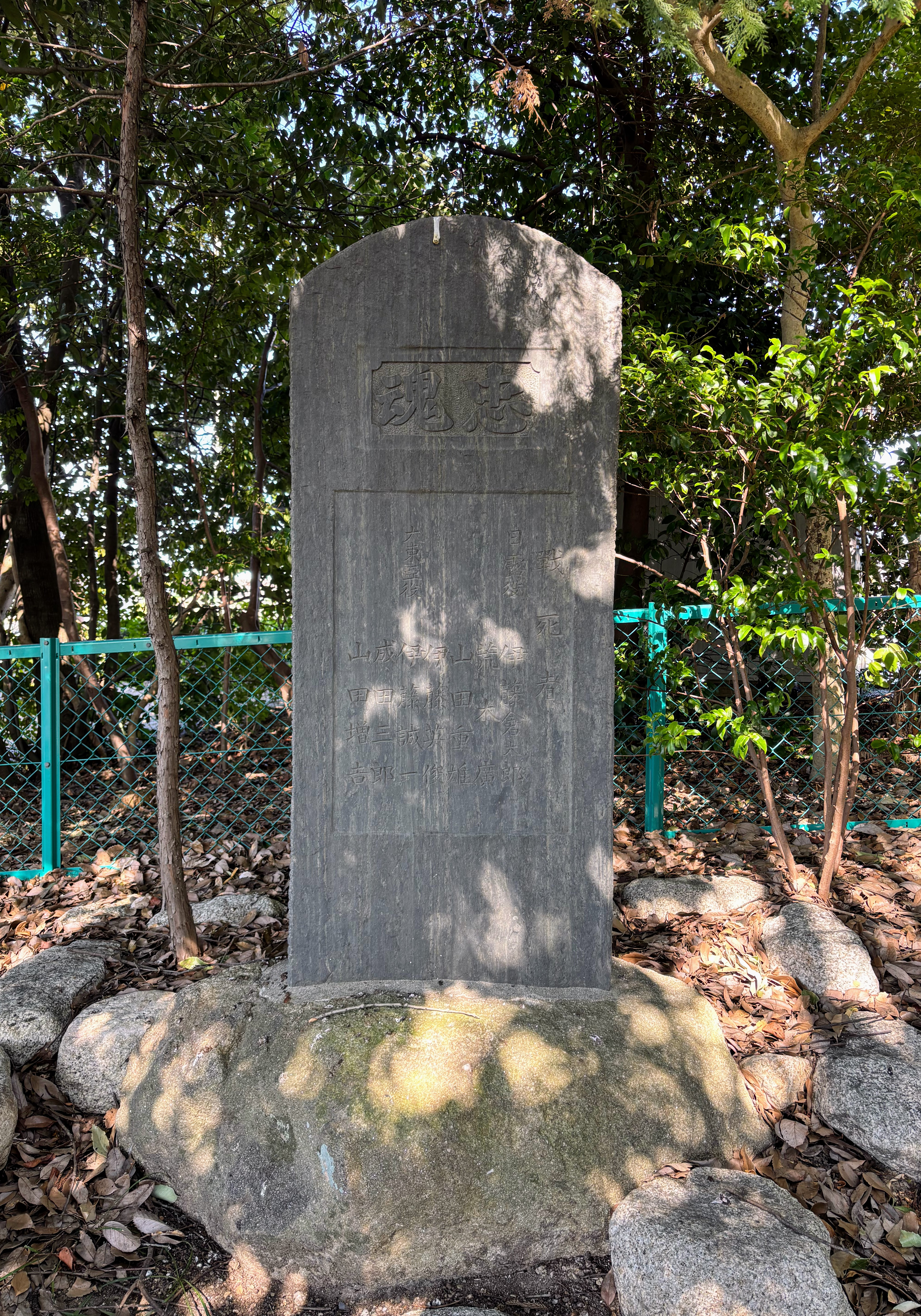
日露・太平洋戦争慰霊碑
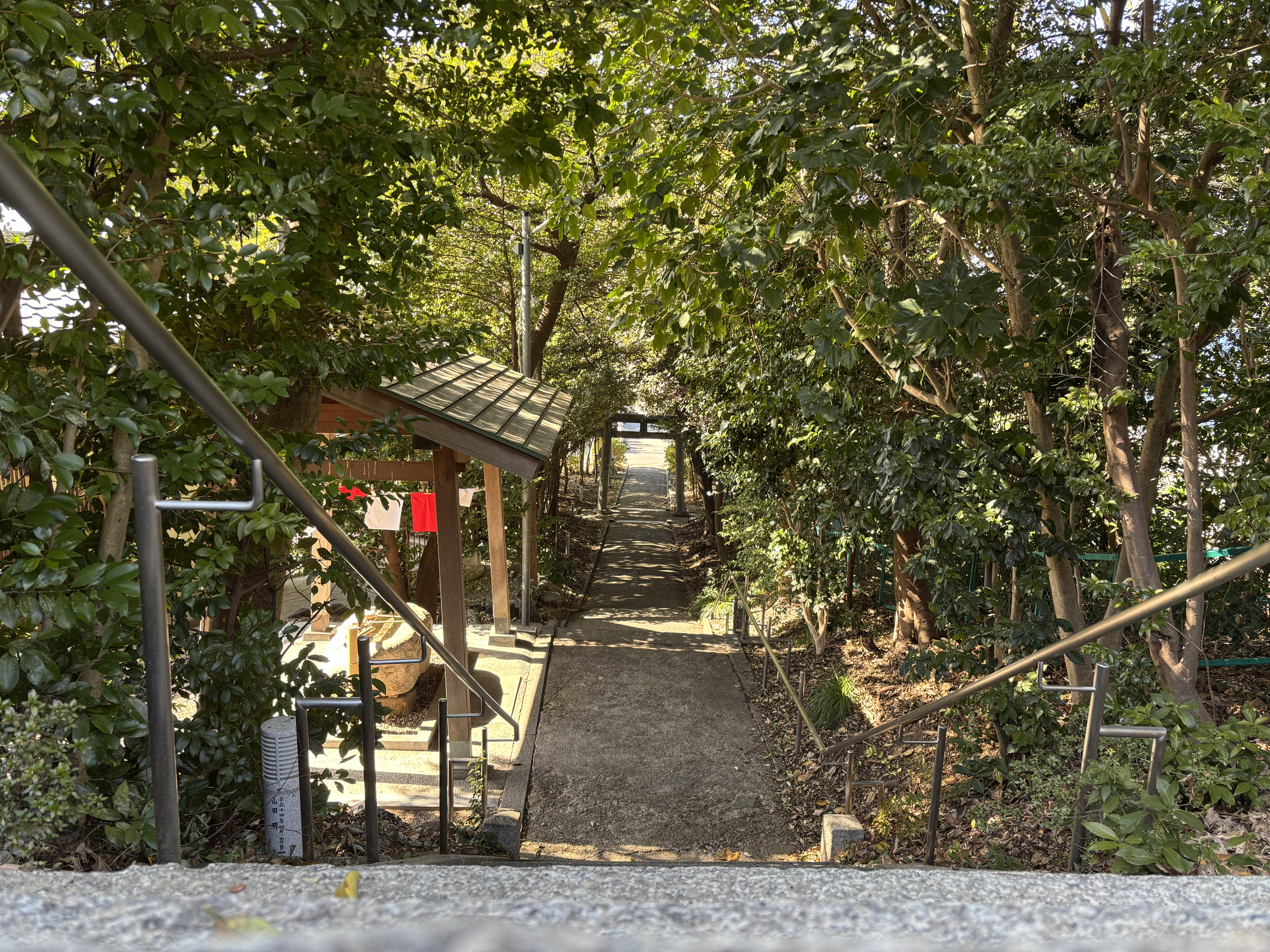
参道。奥にある車道は鎌倉海道である。
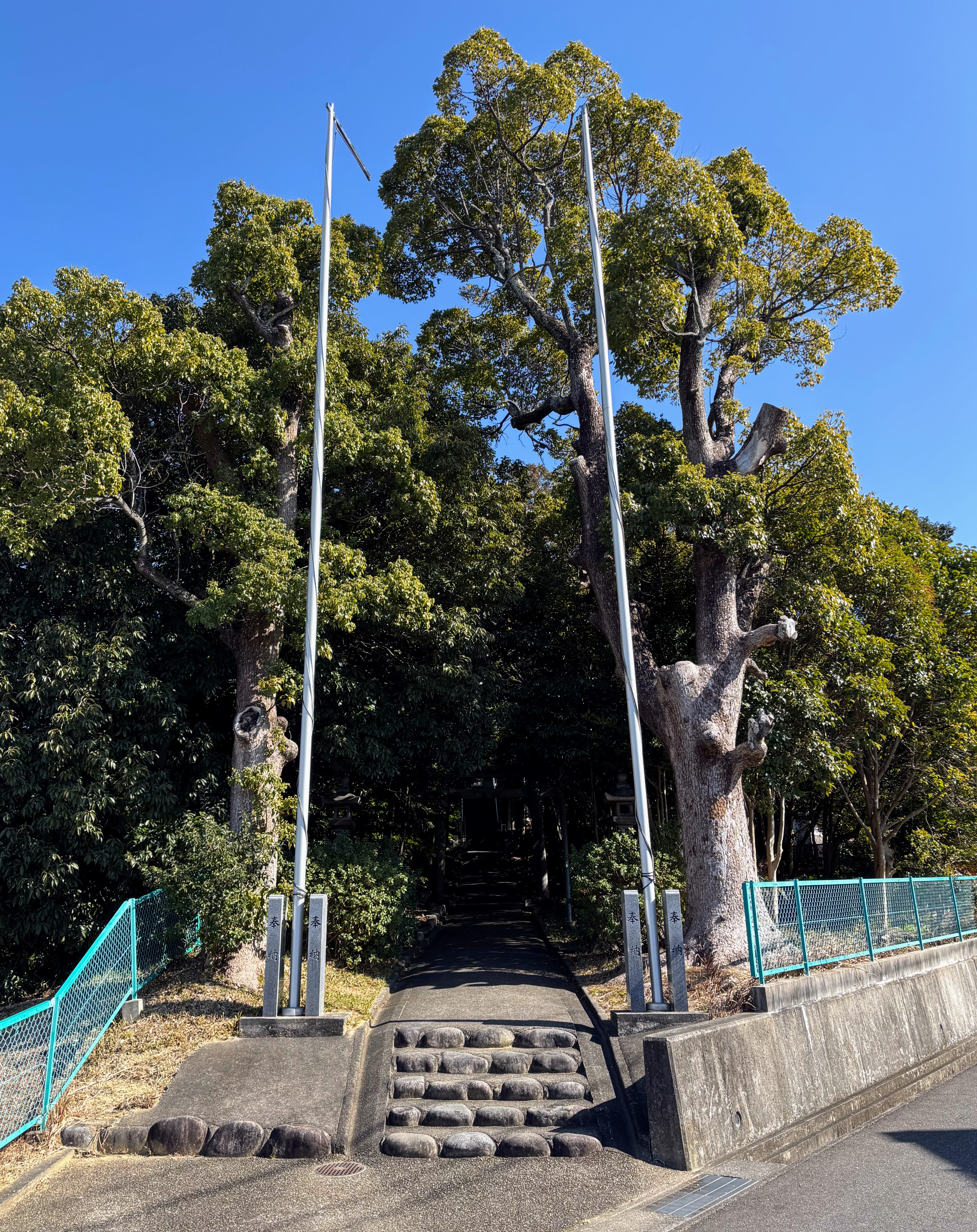
参道入口。両端にクスノキの大木が植えられている。
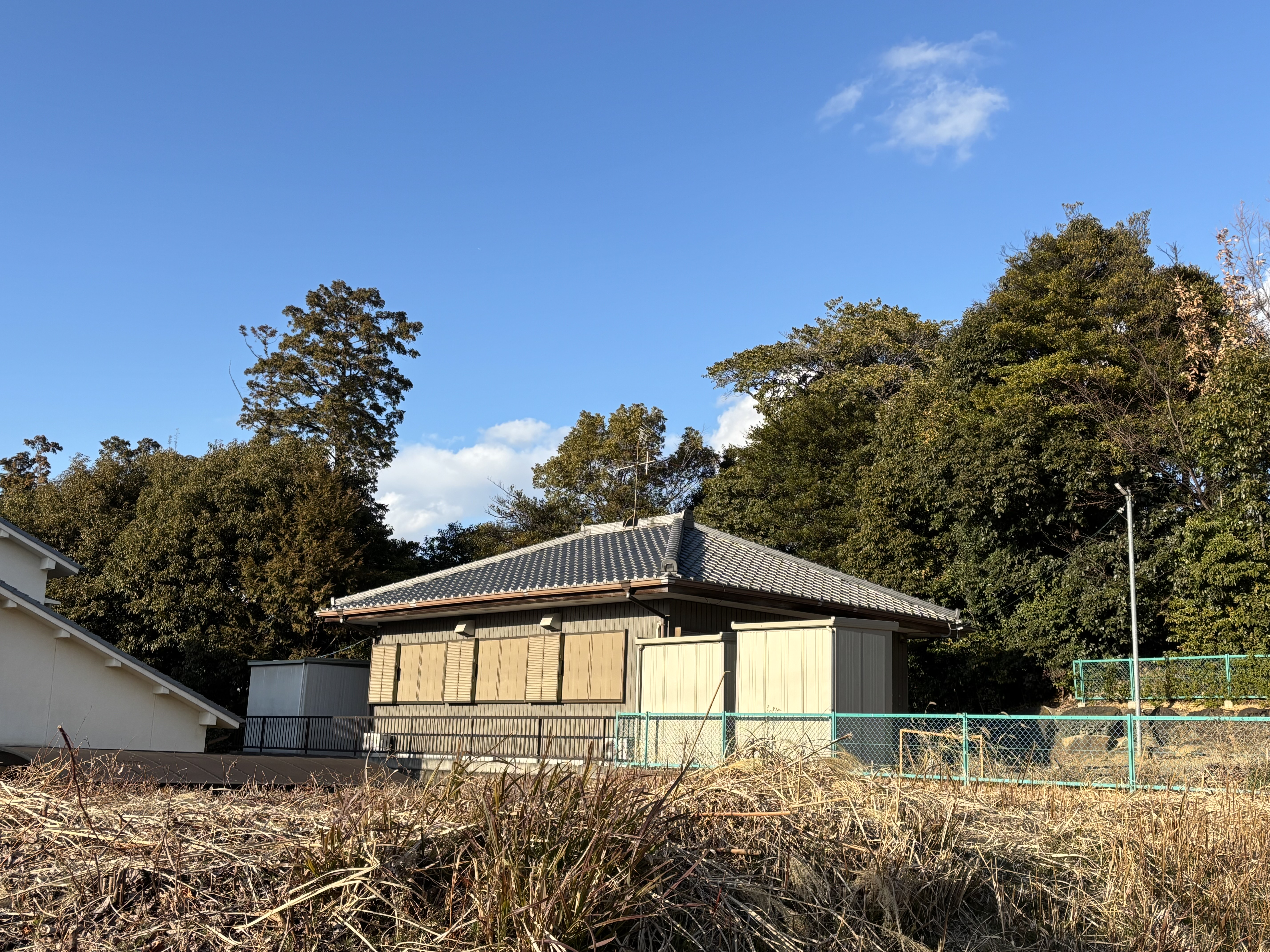
社務所。同建物に「名古屋市地域子育て支援拠点どろんこわらばぁ～」がある
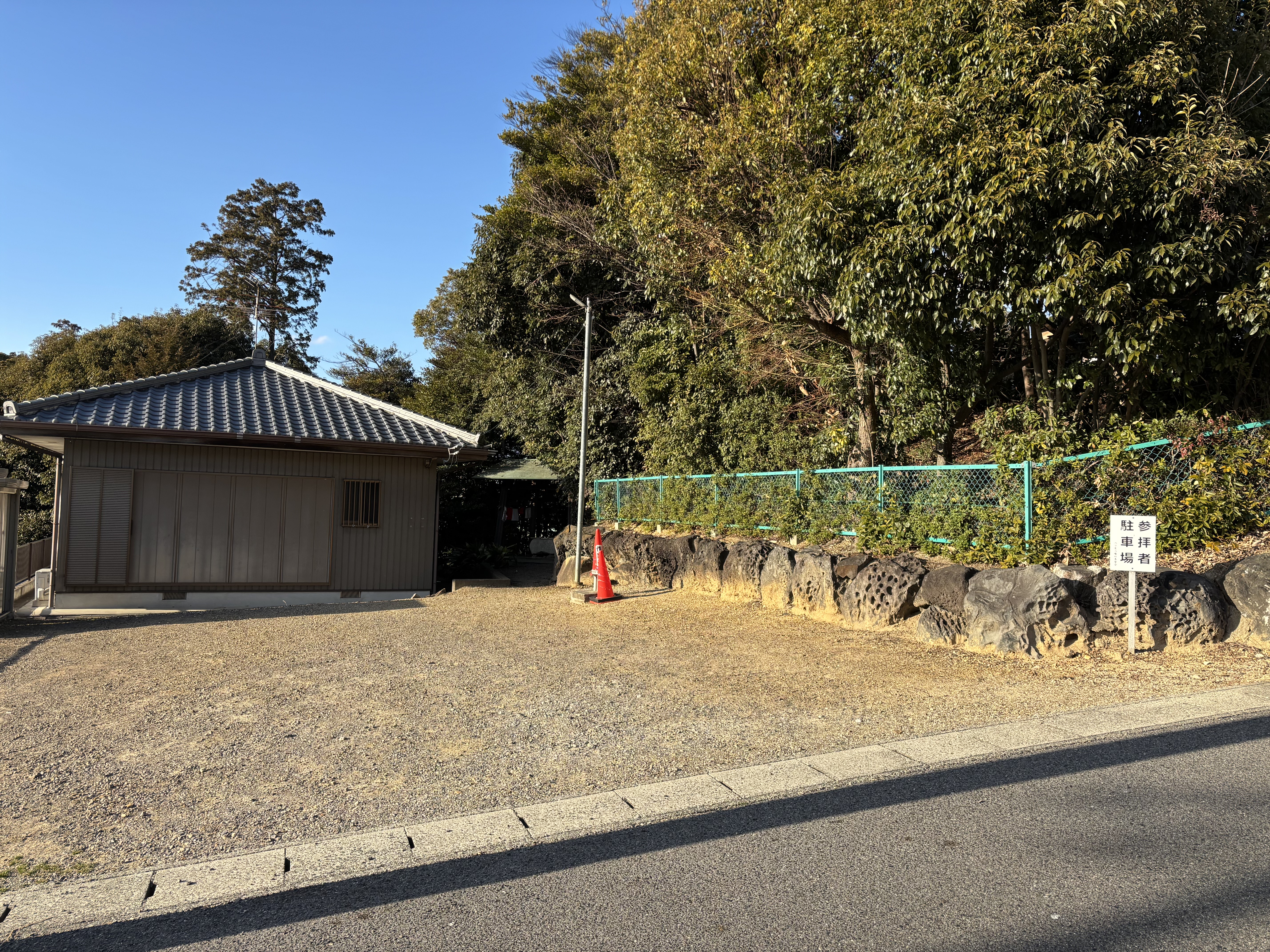
南駐車場
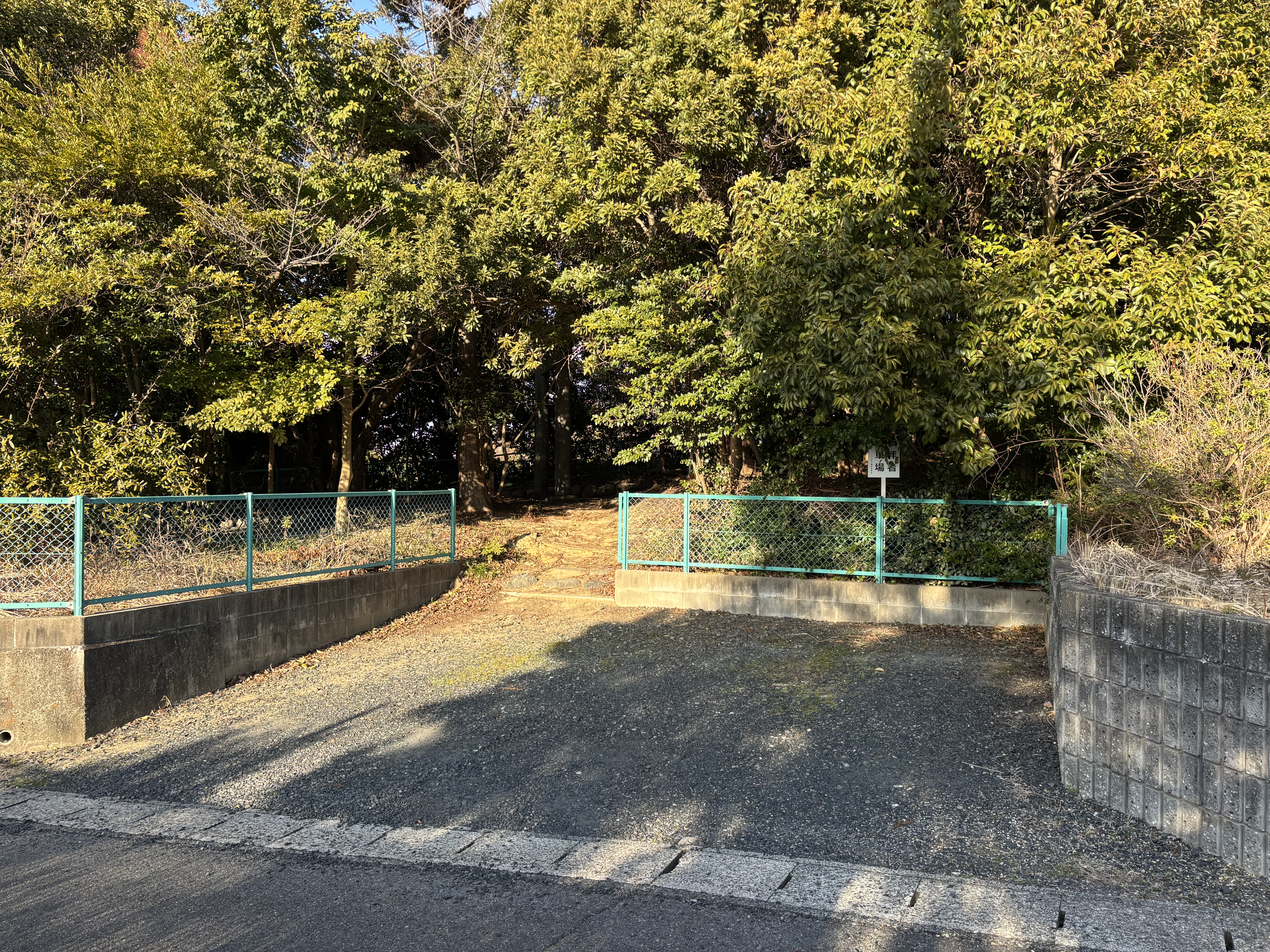
南西駐車場

## 交通アクセス
- 名古屋市営バス幹鳴子1号系統・相生11号系統・徳重14号系統・徳重巡回系統「砂田一丁目」バス停より徒歩で約4分。

### 自動車
南駐車場（8台）と南西駐車場（約3台）がある。